# Episodi di Big Time Rush (prima stagione)
La prima stagione della serie televisiva Big Time Rush è stata trasmessa in prima visione negli Stati Uniti da Nickelodeon dal 28 novembre 2009 al 20 agosto 2010.
In Italia, il pilot della serie, composto da due episodi, è andato in onda in anteprima il 28 maggio 2010, mentre gli altri 18 episodi sono stati trasmessi dal 15 al 27 maggio 2014, sempre in prima visione assoluta. A partire dal 2014, la serie è stata trasmessa anche su Rai Gulp.
| nº    | Titolo originale          | Titolo italiano                | Prima TV USA     | Prima TV Italia |                |
| ----- | ------------------------- | ------------------------------ | ---------------- | --------------- | -------------- |
| 1     | Big Time Audition         | La grande audizione            | 28 novembre 2009 | 28 maggio 2010  |                |
| 2     | Big Time Audition         | La grande audizione            | 28 novembre 2009 | 28 maggio 2010  |                |
| 3     | Big Time School Of Rocque | La scuola di Rocque            | 18 gennaio 2010  | 15 maggio 2014  |                |
| 4     | Big Time Crib             | Un rifugio da star             | 22 gennaio 2010  | 15 maggio 2014  |                |
| 5     | Big Time Bad Boy          | Un cattivo ragazzo per la band | 29 gennaio 2010  | 16 maggio 2014  |                |
| 6     | Big Time Love Song        | Una canzone d'amore            | 5 febbraio 2010  | 16 maggio 2014  |                |
| 7     | Big Time Mansion          | Le cinque regole               | 12 febbraio 2010 | 19 maggio 2014  |                |
| 8     | Big Time Photo Shoot      | Il servizio fotografico        | 26 febbraio 2010 | 19 maggio 2014  |                |
| 9     | Big Time Break            | Una pausa per i Big Time Rush  | 5 marzo 2010     | 20 maggio 2014  |                |
| 10    | Big Time Demos            | Un demo per restare            | 19 marzo 2010    | 20 maggio 2014  |                |
| 11    | Big Time Party            | Big time party                 | 2 aprile 2010    | 21 maggio 2014  |                |
| 12    | Big Time Jobs             | Chi rompe paga                 | 16 aprile 2010   | 21 maggio 2014  |                |
| 13    | Big Time Blogger          | Il grande blogger              | 23 aprile 2010   | 21 maggio 2014  | 23 maggio 2014 |
| 14    | Big Time Terror           | Momenti di terrore             | 8 maggio 2010    |                 | 23 maggio 2014 |
| 15    | Big Time Dance            | Il ballo di fine anno          | 4 giugno 2010    | 25 maggio 2014  |                |
| 16    | Big Time Sparks           | Arriva Jordin Sparks           | 18 giugno 2010   | 25 maggio 2014  |                |
| 17    | Big Time Fever            | Febbre di Hollywood            | 26 giugno 2010   |                 |                |
| 18    | Big Time Video            | Un video per i Big Time Rush   | 31 luglio 2010   | 26 maggio 2014  |                |
| 19-20 | Big Time Concert          | Il concerto                    | 20 agosto 2010   | 27 maggio 2014  |                |

## La grande audizione
- Titolo originale: Big Time Audition
- Diretto da: Savage Steve Holland
- Scritto da: Scott Fellows

### Trama
L'episodio iniziale di Big Time Rush, intitolato "La grande audizione", si apre con i quattro amici, giocatori di hockey, che guardano la televisione. Improvvisamente, apprendono che il famoso produttore di Hollywood, Gustavo Rocque, è arrivato in Minnesota con la sua assistente Kelly per scoprire nuovi talenti da portare in California. James, appassionato di canto, decide di partecipare al provino e viene accompagnato dai suoi amici. Una volta arrivati, si rendono conto che tutti e quattro devono esibirsi. Mentre Carlos e Logan non riescono a impressionare il produttore, James dimostra le sue capacità vocali, ma non riesce a soddisfare le aspettative di Gustavo. Frustrato dalla situazione, Kendall decide di cantare una canzone comica inventata al momento, nota come "la canzone della cacca". Nonostante l'insolenza, Gustavo rimane colpito dal carattere di Kendall e decide di portarlo a Hollywood. Tuttavia, Kendall rifiuta l'offerta a meno che anche gli altri tre non vengano inclusi. Gustavo accetta e i ragazzi iniziano il loro percorso per diventare una band. Inizialmente, affrontano difficoltà durante l'addestramento e vengono licenziati. Dopo una riflessione, decidono di tornare da Gustavo e Kelly per scusarsi e presentare il titolo del loro singolo: "Big Time Rush". Questa volta superano tutte le prove e registrano la canzone. Quando la presentano a Griffin, il proprietario della casa discografica, lui apprezza il brano e conferma che i Big Time Rush rimarranno a Hollywood per registrare il loro primo album.

## La scuola di Rocque
- Titolo originale: Big Time School Of Rocque
- Diretto da: Savage Steve Holland
- Scritto da: David Schiff

### Trama
Kelly informa i ragazzi che dovranno frequentare una scuola, e i Big Time Rush credono di andare alla scuola del Palm Woods, pensando che sia bellissima. Tuttavia, Gustavo vuole che i ragazzi frequentino la scuola di Rocque, una scuola fondata all'interno della Rocque Records. I ragazzi riescono a liberarsi del Professor Smitty convincendolo a registrare un demo e partire per Düsseldorf, in Germania, per formare una band. Gustavo assume un'altra insegnante, ma Kendall riesce a farla andare via, dandole le chiavi dell'auto di Gustavo e dicendole di rubarla e non tornare mai più.Gustavo convoca i ragazzi nel suo ufficio, dove loro esprimono il desiderio di andare alla scuola del Palm Woods, ma Gustavo assume il lottatore professionista di wrestling Chris Masterpiece. I ragazzi organizzano un piano per farlo andare via: James mette sul suo banco un po' di zuppa di mais che avevano per pranzo e finge di aver vomitato; quindi, gli altri ragazzi iniziano a mangiare la zuppa, ma Chris crede che sia vomito e si licenzia.Successivamente, i ragazzi vengono convocati nuovamente nell'ufficio di Rocque, dove quest'ultimo annuncia che assumerà tutti gli insegnanti presenti nell'elenco del libro delle regole da seguire a scuola. Logan utilizza alcune regole presenti nel libro per far impazzire Gustavo: dapprima i ragazzi mettono tutta la loro roba nello studio di Gustavo, sostenendo che ogni scuola deve avere un posto in cui gli studenti possano mettere i propri oggetti personali; in seguito, organizzano una partita di basket nello studio, sostenendo che ogni studente ha diritto a partecipare ad iniziative sportive; infine, portano una capra alla Rocque Records, affermando che ogni scuola ha diritto a una mascotte.Alla fine, Gustavo si arrende e dice ai ragazzi che possono frequentare la scuola del Palm Woods. Tuttavia, una volta lì, si accorgono che quella scuola non è così divertente come immaginavano e vengono messi in punizione dalla signorina Collins, l'insegnante della scuola del Palm Woods. Nel frattempo, Katie desidera entrare al Palm Woods, ma il signor Bitters, il capo della scuola, sostiene che solo gli artisti possono farne parte. Pertanto, Katie partecipa ad alcune audizioni per apparire in TV. Alla fine inizia a frequentare la scuola del Palm Woods perché è apparsa in uno spot televisivo di un detersivo.

## Un rifugio da star
- Titolo originale: Big Time Crib
- Diretto da: David Kendall
- Scritto da: Scott Fellows

### Trama
I ragazzi, la sera del loro terzo giorno, vogliono trascorrere del tempo in piscina, ma vengono interrotti dall'arrivo di alcuni produttori che li mandano via, poiché devono girare una pubblicità con Fulmine, il cane del Palm Woods. Delusi, si dirigono verso la hall del Palm Woods, dove il signor Bitters li informa che non possono rimanere dopo le nove (era già passato un minuto). Così, decidono di tornare nel loro appartamento, il 2J. Non sono entusiasti della loro sistemazione al Palm Woods, poiché è in condizioni disastrose. Pertanto, si recano da Bitters per protestare, ma lui ribadisce che non possono cambiare nulla nell'appartamento.I ragazzi allora escogitano un piano per migliorarlo. Quando Gustavo crea un set con giochi e gadget alla Rocque Records, i Big Time Rush, con l'aiuto di Camille e delle Jennifer, cercano di spostare il set nel loro appartamento e riescono nell'impresa, ma solo grazie al permesso di Gustavo.

## Un cattivo ragazzo per la band
- Titolo originale: Big Time Bad Boy
- Diretto da: Joe Menendez
- Scritto da: Lazar Saric

### Trama
Griffin pensa che la band abbia bisogno di un "cattivo ragazzo" e decide di inserire Wayne Wayne nel gruppo, il quale crea tensione tra i membri. Gustavo e i ragazzi vogliono liberarsi di lui, e Kendall si propone di dimostrare chi sia il vero "cattivo ragazzo" attraverso una gara. Nel frattempo, la signora Knight è spaventata dal giardiniere del Palm Woods, convinta che sia un maniaco armato di sega. Katie, invece, sospetta di Molly, una ragazza che la signora Knight costringe a fare amicizia con Katie. Alla fine, si scopre che Molly è in realtà una star trentenne che si spaccia per una ragazza undicenne.

## Una canzone d'amore
- Titolo originale: Big Time Love Song
- Diretto da: Jon Rosenbaum
- Scritto da: Scott Fellows

### Trama
Jo, una ragazza molto carina, arriva al Palm Woods e i ragazzi si contendono la sua attenzione. Prima, però, devono andare alla Rocque Records per provare, ma James ha una grave reazione allergica a un deodorante per il corpo, che lo fa starnutire in continuazione durante le prove. Kelly lo accompagna dal dott. Hollywood, che gli consiglia di fare una puntura, ma James si rifiuta. Mentre James è dal dottore, Logan, Carlos e Kendall lottano per conquistare Jo. Logan osserva che il 60% delle ragazze è attratto dai "ragazzacci", il 100% da quelli con l'accento inglese, il 60% dal vigile del fuoco, il 40% dal lupo solitario e lo 0,7% dal pasticciere.Carlos cerca di mostrarsi duro, Logan punta sull'accento inglese e Kendall decide di rimanere se stesso. Per decidere chi dei tre andrà per primo da Jo, usano un metodo: chi prende la foglia più corta inizia. Il primo a provarci è Carlos, che si presenta da Jo facendo il duro. Tuttavia, quando Jo gli chiede se sta facendo il provino per la commedia “Magic Middle School”, gli dice che a lei i duri non piacciono. Carlos allora inizia a fingere di avere un accento inglese e inventa di venire da Ciria, in Inghilterra.Dopo di lui è il turno di Logan, ma prima di arrivare da Jo, viene interrotto da Camille che lo riempie di baci. Infine tocca a Kendall, ma Jo è già andata via. Nel frattempo, Griffin vuole che la band registri una canzone d'amore. La scuola chiede a Katie di scrivere un tema su qualcuno che ammira e lei sceglie Gustavo come soggetto, anche se non lo ammira veramente. Katie inizia il tema dicendo che Gustavo dopo un'ora di lavoro non ha trovato la canzone e decide di andarsene; tuttavia, prima che possa partire, Gustavo la blocca dicendole che ha trovato la canzone.Kendall desidera riprovare a parlare con Jo e Logan e Carlos gli mettono dei ridicoli denti finti; tuttavia, lui li toglie e si dirige da Jo. Mentre parla con lei, arriva Trenomerci, la guardia di Gustavo, che prende Kendall, Logan e Carlos e li porta da Gustavo. Intanto James scappa dalla macchina di Kelly e corre al Palm Woods. Qui cerca di parlare con Jo, ma lei insieme a Camille gli fa notare che ha il viso pieno di bolle e le mani molto gonfie a causa del deodorante. Così James torna dal dottor Hollywood per farsi fare la puntura e guarisce.Successivamente si unisce agli altri alla Rocque Records e insieme cantano la canzone per Griffin intitolata "Any Kind Of Guy". In questo modo Griffin ottiene la sua canzone e Katie riesce a completare il tema su Gustavo.

## Le cinque regole
- Titolo originale: Big Time Mansion
- Diretto da: Joe Menendez
- Scritto da: Jed Spingarn

### Trama
La giornata inizia con i ragazzi che cantano una canzone in sala di registrazione. Al termine della performance, Gustavo, come al solito, cerca di demolire le loro aspettative con un commento negativo. Kelly, però, lo rimprovera per il suo atteggiamento, ma Gustavo risponde che sono i ragazzi a doverlo ringraziare e non viceversa. Subito dopo, i ragazzi escono dalla sala per esprimere la loro gratitudine a Gustavo; a questo punto, lui si sente in dovere di ringraziarli, ma non riesce a farlo e se ne va facendo finta di niente.Gustavo chiede a Kelly chi avesse chiamato per prendersi cura della sua villa, ma lei gli ricorda che era stato lui a prendersi l'impegno. Infatti, gli mostra una registrazione in cui lui afferma che se ne sarebbe occupato. I ragazzi, ascoltando la conversazione, si offrono di prendersi cura della villa. Inizialmente, Gustavo rifiuta, ma Kelly lo convince che sarebbe un bel modo per ringraziarli, così Gustavo accetta con cinque regole da seguire: 1. Restare fuori dalla stanza multimediale , 2. Non aprire il frigorifero del salotto. 3. Tenere il sedere lontano dal divano da 40.000 dollari di Federico Benigni e soci. 4. Non toccare mai il gatto senza . pelo Mounty. 5. Se qualcosa si rompe nella villa, vengono licenziati. I ragazzi chiedono il permesso di andare, ma la signora Knight dice loro di no perché li considera ancora piccoli. Kendall ribatte che ormai hanno tutti sedici anni e Logan specifica che insieme hanno 64 anni, quindi più di lei. La signora Knight li porta alla villa, dove i ragazzi iniziano a disobbedire a tutte le regole, cominciando dalla prima: entrano nella sala multimediale e giocano a golf con il televisore a schermo gigante.Dopo aver finito di giocare a golf, disobbediscono anche alla seconda regola e scoprono una "montagna" di budini nel frigorifero. Mentre li mangiano, infrangono anche la terza regola poiché lo fanno sul divano da 40.000 dollari, lasciando una macchia. Per pulire la macchia, usano il cibo del gatto perché Logan sostiene che abbia un potere assorbente. Quando arriva Mounty, il gatto inizia a marcare il territorio; i ragazzi cercano di rimuoverlo dal divano ma lo toccano, violando così anche la quarta regola.Con tutte le regole infrante, la villa è in totale caos. Quando Gustavo avvisa i ragazzi del suo rientro anticipato, entrano nel panico e chiamano la signora Knight e Katie per ricevere aiuto. Insieme ripuliscono la villa fino a tarda mattina. Quando Gustavo torna, riesce finalmente a ringraziare i ragazzi; tuttavia, quando va in bagno per prendere un'aspirina, si imbatte in un alligatore. Alla fine, i ragazzi ringraziano Gustavo per la sala multimediale e i budini.

## Il servizio fotografico
- Titolo originale: Big Time Photo Shoot
- Diretto da: Jonathan Judge
- Scritto da: Ron Holsey

### Trama
Camille si presenta dai ragazzi per mostrare loro la foto pubblicata sulla rivista Pop Tiger, ma quando arriva, li trova feriti. In un flashback, i Big Time Rush raccontano a Camille come sia accaduto tutto. Hanno avuto il loro primo servizio fotografico per il poster di Pop Tiger, ma poiché Gustavo e Kelly sono in prigione per atti vandalici alla cassetta postale di Matthew McConaughey, è Griffin a occuparsi della foto. Per l'occasione, fa indossare ai ragazzi dei costumi da toreri spaziali.Nel frattempo, Katie e sua madre sono determinate a ottenere l'autografo di Dak Zevon. Tuttavia, le guardie di sicurezza non le lasciano entrare, nemmeno con la faccina di Katie. Provano allora a travestirsi da cameriera, con Katie nascosta sotto il tavolo, ma vengono smascherate quando il cameriere chiede: “Sono lasagne al pesto e pesce fritto?” Katie risponde di sì, ma poiché il cameriere non ha ordinato quel piatto, le mandano via.Tornando alla foto, i ragazzi chiedono di aspettare e decidono di prendere una motoslitta per rendere lo scatto più dinamico. Tuttavia, non riescono a trovarne una a Los Angeles, quindi si cambiano d'abito e accendono la luce per scattare la foto, ma hanno bisogno anche di uno sfondo bianco. Decidono di fare un autoscatto solo dalla vita in su per risparmiare tempo nel cambiarsi i pantaloni. Prima che possano scattare, sentono arrivare Griffin sulla motoslitta e si vestono da toreri spaziali, chiedendosi come abbia fatto a trovarne una in soli dieci minuti.Quando tornano nella sala fotografica, fermano nuovamente il fotografo dicendo che serve più fumo. Creano così un'inondazione di fumo e Griffin chiede una pausa di cinque minuti. Poco dopo arrivano Gustavo e Kelly, ai quali i ragazzi raccontano l'intera storia. Successivamente, Gustavo scatta la foto e poi arriva il responsabile delle foto di Pop Tiger, a cui consegnano l'immagine.Nel frattempo, Kendall alza un poster di Dak davanti al suo viso; tutte le fan gli si avventano addosso pensando che sia Dak, causando così infortuni a tutti e quattro i ragazzi. Tornando a Katie e alla signora Knight, quest'ultima cerca di radunare le fan di Dak per superare le guardie di sicurezza e entrare nella sala di registrazione. Tuttavia, Katie ha un'idea migliore: passa attraverso le condutture e fa entrare anche Dak per evitare che venga sopraffatto dalle fan.Alla fine, Dak firma l'autografo per Katie e così si conclude la storia. Camille poi mostra che dietro il loro poster c'era quello di Dak, mentre tutte le ragazze lo attaccavano dalla parte di Dak.

## Una pausa per i Big Time Rush
- Titolo originale: Big Time Break
- Diretto da: Paul Lazarus
- Scritto da: Lazar Saric

### Trama
Gustavo informa i ragazzi che prenderà un giorno di ferie, così i Big Time Rush decidono di dedicare un po' di tempo per loro stessi. Logan è determinato a seguire una lezione di matematica tenuta da Danica McKellar, ma rimane deluso quando scopre che la lezione si svolge in una scuola femminile. Per entrare, si traveste da ragazza, ma quando sente le compagne affermare che i maschi sono stupidi e che nessun ragazzo ha capito il suo libro, si toglie la parrucca e rivela di essere un maschio, sostenendo di aver compreso il libro. Tuttavia, quando le ragazze minacciano di picchiarlo, si rimette subito la parrucca e afferma di essere una ragazza, ma viene comunque cacciato. Carlos entra nel panico quando perde il suo casco, ma riceve la visita inaspettata del padre poliziotto, che lo aiuta a cercarlo. Iniziano andando da Bitters a controllare le registrazioni delle telecamere e scoprono che nel loro appartamento sono entrati Bitters, Buddha Bob, Tyler (un ragazzino con i capelli rossi) e Fulmine. Interrogano Bitters, ma lui nega e afferma che anche il suo prosciutto è scomparso. Vanno quindi da Tyler, che dice che le sue pantofole a forma di rana sono scomparse. Successivamente interpellano Buddha Bob, il quale rivela che gli è stato rubato lo stereo. Mentre indagano, sentono un gran rumore provenire dalla sala della piscina e scoprono Fulmine con il casco di Carlos, il prosciutto di Bitters, le pantofole di Tyler e lo stereo di Buddha Bob. James trascorre la sua giornata cercando di avviare la sua carriera d'attore con l'aiuto di Camille. Tuttavia, quando scopre che Camille non ha ottenuto la parte per cui aveva fatto audizione, James decide di rinunciare anche lui. Kendall invece passa del tempo con Jo, ma si sente scoraggiato quando lei gli ricorda continuamente di avere già un fidanzato. Per caso, Katie scopre che Jo non ha un fidanzato e lo comunica a Kendall. Quest'ultimo cerca quindi di ottenere la verità da Jo dicendole che vuole vederla. Jo gli dice che il suo fidanzato arriverà il giorno dopo; in realtà ha pagato qualcuno per impersonarlo per 20 dollari. Quando Kendall menziona un nome a caso durante l'incontro con Jo, l'attore risponde affermativamente, rivelando così a Kendall che non ha realmente un fidanzato. Alla fine della giornata, Kendall e Jo si dicono reciprocamente che nessuno dei due vuole fidanzarsi con l'altro; tuttavia, subito dopo si chiedono se vogliono andare al cinema insieme quella sera.

## Un demo per restare
- Titolo originale: Big Time Demos
- Diretto da: Henry Chan
- Scritto da: Scott Fellows

### Trama
I ragazzi desiderano ardentemente rimanere a Los Angeles, ma rischiano di dover tornare in Minnesota se la loro casa discografica non approva il demo. La figlia di Griffin, Mercedes, entra nell'ufficio di Gustavo fingendosi la persona incaricata di approvare i demo. Appena entra, dichiara che Kendall sarà il suo ragazzo. Mercedes gli chiede di portarle tutto il necessario per andare in piscina, compresi lettini e accessori. Una volta lì, gli mette delle zucchine sugli occhi e gli chiede se lo ama. Gustavo e gli altri, che lo stanno spiando, lo incoraggiano a rispondere di sì, ma quando Kendall esita, Mercedes lo lascia e annuncia a Carlos che sarà lui il suo nuovo ragazzo. Carlos prepara dei biscotti per Mercedes, affermando che è una ricetta della sua nonna. Tuttavia, quando Mercedes li assaggia, li trova disgustosi e Carlos risponde che ovviamente non può essere come sua nonna. Successivamente, Mercedes entra in bagno e sente Carlos parlare con qualcuno nella vasca; lui nega, ma quando lei entra e scopre la verità, lo lascia per Logan. Uscendo dal bagno, Kendall le dice che Logan non sarà il suo ragazzo perché è antipatica e prepotente, quindi decide di non scegliere il loro demo. Mentre i ragazzi preparano le valigie per tornare a casa, Mercedes si pente della sua decisione. James le urla che si è perdonata solo perché non ha scelto lui come fidanzato. Mercedes nega e ribatte che non esce con chi è più carino di lei. Poi aggiunge che le scelte sui demo vengono fatte da uno scimpanzé. Così decidono di rapire Lolo, lo scimpanzé, per cercare di corromperlo affinché scelga il loro demo. Nel frattempo, la signora Knight cerca di diventare vice direttore del Palm Woods per rendere felice Katie, che desidera rimanere nel palazzo. Se non riusciranno a rinnovare l'affitto, dovranno andarsene. Griffin incontra Lolo per strada e si dirige verso la Rocqué Records; qui i ragazzi e Mercedes ammettono di aver rapito Lolo. Quest'ultimo dichiara che il demo dei Big Time Rush non gli piace. Alla fine, Griffin cambia idea e lascia a Mercedes la scelta del demo; lei opta per quello dei BTR.
Kelly si reca al Palm Woods per rinnovare l'appartamento e la signora Knight decide di licenziarsi per far eseguire i lavori a Bitters.

## Big time party
- Titolo originale: Big Time Party
- Diretto da: Jon Rosenbaum
- Scritto da: Dave Schiff

### Trama
I ragazzi scoprono di non essere stati invitati alla loro festa alla Rocqué Records e decidono di organizzare una festa al Palm Woods. Tuttavia, il signor Bitters li minaccia di sfrattarli se procedono con i loro piani. Per aggirare il divieto, cambiano il nome dell'evento in "riunione" e decidono di invitare tre persone ciascuno. La situazione sfugge di mano quando Carlos, per errore, invita l'intero elenco dei contatti del suo cellulare, trasformando la riunione in una festa enorme. Il signor Bitters, sentendo il trambusto, cerca di intervenire, ma Kendall e Jo si impegnano a distrarlo portandolo altrove. Nel frattempo, Camille e Mercedes rivendicano Logan come fidanzato, ma Logan cerca di gestire entrambe le situazioni senza farsi scoprire. La confusione cresce mentre i ragazzi cercano di mantenere il controllo della festa e delle loro relazioni.

## Chi rompe paga
- Titolo originale: Big Time Jobs
- Diretto da: David Kendall
- Scritto da: Ron Holsey

### Trama
Gustavo deve affrontare il costo dei danni causati dai ragazzi e, in cambio, chiede loro di rimborsargli i duemila dollari. Per raccogliere i soldi necessari, i ragazzi decidono di cercare lavoro. Carlos diventa assistente alla produzione di Gustavo, mentre James tenta di intraprendere una carriera da modello, con Katie che funge da sua manager. Logan e Kendall avviano un servizio di babysitting, ma si rendono conto che è più impegnativo del previsto e alla fine decidono di utilizzare i bambini per avviare un servizio di autolavaggio. Carlos, nel suo nuovo ruolo, ha problemi con la macchina del caffè di Gustavo, chiamata C.A.L., che diventa ostile e lo attacca con la schiuma dell'espresso. Nonostante i loro sforzi, i ragazzi riescono a ripagare Gustavo, ma le complicazioni che causano nei loro lavori si rivelano più costose dei guadagni ottenuti. La situazione si fa sempre più caotica mentre cercano di gestire le conseguenze delle loro azioni e mantenere le loro nuove occupazioni.

## Il grande blogger
- Titolo originale: Big Time Blogger
- Diretto da: Savage Steve Holland
- Scritto da: Dave Schiff

### Trama
I ragazzi devono impressionare Deke, un noto blogger, e Gustavo decide di assumere delle persone per insegnare loro come rispondere alle domande di Deke, sperando in una recensione positiva. Tuttavia, Deke scrive una recensione sfavorevole, sostenendo che i ragazzi non si sono mostrati per quello che sono realmente. Nel tentativo di convincerlo a cambiare idea prima che invii la recensione, i ragazzi lo chiudono in uno stanzino, ma Deke riesce a fuggire attraverso il condotto dell'aria, scivolando e facendosi male.In un momento di confusione, i ragazzi lo trattengono in un bidone della spazzatura. Quando finalmente lo liberano, Deke annuncia che intende scrivere una recensione negativa su di loro. Tuttavia, quando controllano la recensione, scoprono con sorpresa che Deke ha scritto di essersi divertito molto con i Big Time Rush. Questo colpo di scena cambia le sorti della situazione e dimostra che, nonostante le difficoltà, i ragazzi sono riusciti a lasciare un'impressione positiva su Deke.

## Momenti di terrore
- Titolo originale: Big Time Terror
- Diretto da: Savage Steve Holland
- Scritto da: Scott Fellows

### Trama
Gustavo si trasferisce al Palm Woods dopo che la sua casa è stata allagata, ma i ragazzi non sono entusiasti della sua presenza e faranno di tutto per allontanarlo. Nel frattempo, al Palm Woods arriva una nuova ragazza di nome Jo, che attira l'attenzione dei ragazzi e genera una certa competizione tra di loro. Carlos e il signor Bitters cercano di dimostrare che nel Palm Woods ci sia un fantasma, mentre Logan cerca di convincerli del contrario, dando vita a una serie di situazioni comiche. I ragazzi devono affrontare le sfide quotidiane della convivenza con Gustavo e le dinamiche che si sviluppano con l'arrivo di Jo, cercando di trovare un equilibrio tra le loro aspirazioni e le complicazioni che ne derivano.

## Il ballo di fine anno
- Titolo originale: Big Time Dance
- Diretto da: Fred Savage
- Scritto da: Lazar Saric

### Trama
La scuola del Palm Woods organizza il primo ballo di fine anno e i Big Time Rush sono incaricati di gestirne l'organizzazione. Oltre a questa responsabilità, devono affrontare la pressione della loro prima performance dal vivo. Kendall e Katie si impegnano a trovare un partner per la madre, che ha una cotta per il top model Fabio. Jo è delusa perché Kendall dimentica di chiederle di andare al ballo, creando tensione tra i due. Nel frattempo, le Jennifer rifiutano gli inviti dei ragazzi, incluso quello di Carlos, ma alla fine accettano l'invito di Carlos a condizione che lui interpreti tre personaggi diversi per portarle al ballo. Stanco dei continui cambi di identità, Carlos decide di accettare l'invito di Stephanie. Logan, invece, non riesce a trovare il coraggio di chiedere a Camille di accompagnarlo al ballo; James tenta di aiutarlo, ma finisce per invitare più di una ragazza con la frase "Vuoi venire al ballo con me?", complicando ulteriormente la situazione. La serata si preannuncia quindi ricca di imprevisti e colpi di scena mentre i ragazzi cercano di destreggiarsi tra relazioni e responsabilità.

## Arriva Jordin Sparks
- Titolo originale: Big Time Sparks
- Diretto da: Stewart Schill
- Scritto da: Jed Spingarn

### Trama
Gustavo è convinto che i ragazzi portino sfortuna e li avverte di stare lontani da Jordin Sparks, che si trova al Palm Woods per registrare le sue canzoni alla Rocque Records. Nonostante i loro sforzi per proteggerla, un incidente fa sì che i ragazzi spingano accidentalmente Jordin in un pozzo. Jo, nel frattempo, è gelosa e pensa che Kendall abbia una storia con Jordin, dopo che l'ha salvata da una buccia di banana e da un attacco di un gatto. Per cercare di rompere la sfortuna, Jordin esprime un desiderio al pozzo, ma la situazione si complica ulteriormente quando tutti e cinque i ragazzi si ritrovano nel pozzo. In quel momento, si uniscono a Jordin per aiutarla con la sua canzone, cantandola insieme, e grazie all'intervento di Treno Merci riescono a uscire. Alla fine, i ragazzi si recano alla Rocque Records per registrare il duetto con Jordin della sua canzone "Countin' On You". Nel frattempo, Gustavo e Kelly ricevono un pacchetto dal produttore rivale Hawk, contenente una puzzola, e devono trovare un modo per liberarsene prima che spruzzi il suo odore nell'intero edificio.

## Febbre di Hollywood
- Titolo originale: Big Time Fever
- Diretto da: Jonathan Judge
- Scritto da: Jed Spingarn

### Trama
I ragazzi scoprono che James ha la "febbre di Hollywood" a causa dell'uso eccessivo di un'abbronzatura spray che lo fa diventare completamente arancione. Gustavo avverte Kendall, Logan e Carlos di aiutare James, altrimenti lo sostituirà. I tre amici cercano di liberarsi dell'abbronzatura spray di James e, mentre lo inseguono con pistole ad acqua, Carlos finisce per diventare il terzo membro delle Jennifer, poiché una di loro ha accettato un provino per un film e viene contagiato dalla febbre di Hollywood.Nel frattempo, l'amico chitarrista offre a Logan dei bonghi e lo incoraggia a rilassarsi, ma anche Logan contrarre la febbre, lasciando Kendall da solo con il compito di riportarli alla normalità. Parallelamente, con l'arrivo di un'ondata di caldo, Katie decide di aprire uno stand per vendere coni di ghiaccio in piscina. Tuttavia, il signor Bitters cerca di costringerla a dargli una parte dei profitti o minaccia di chiudere lo stand. La situazione si complica mentre i ragazzi cercano di affrontare le loro sfide personali e le responsabilità.

## Un video per i Big Time Rush
- Titolo originale: Big Time Video
- Diretto da: Jonathan Judge
- Scritto da: Ron Holsey

### Trama
Camille deve lasciare il Palm Woods se non ottiene una parte in uno spettacolo, così i ragazzi le promettono un ruolo nel loro prossimo video musicale. Tuttavia, Gustavo non è d'accordo con questa decisione, quindi i ragazzi decidono di realizzare il video da soli, avvalendosi della regia di Marcos del Posey. Filmano il video di "City Is Ours" utilizzando l'auto rubata al signor Bitters, e nel video partecipano anche Camille, Jo e tutti i loro amici del Palm Woods.Quando Gustavo vede il video, ne rimane entusiasta e decide di acquistare l'auto del signor Bitters per regalarla ai ragazzi. Questa azione non solo rafforza il legame tra i membri della band, ma dimostra anche che, nonostante le difficoltà iniziali, la loro amicizia e creatività possono superare qualsiasi ostacolo.

## Il concerto
- Titolo originale: Big Time Concert
- Diretto da: Savage Steve Holland
- Scritto da: Scott Fellows e Lazar Saric

### Trama
Alla vigilia della pubblicazione dell'album, Griffin annulla il progetto, bloccando il tour e i concerti, costringendo i ragazzi a tornare in Minnesota. James, però, non è disposto a lasciare il mondo della musica e accetta un ingaggio dal rivale di Gustavo, Hawk. Per ottenere un contratto per la band da Griffin, Gustavo deve versare due milioni di dollari.Tornati a Los Angeles, i ragazzi si trovano in difficoltà poiché James è impegnato con Hawk e non riescono a trovare un sostituto in tempo per il concerto. Tuttavia, James riesce a scappare dalle grinfie di Hawk e si unisce agli altri per esibirsi insieme al loro concerto. La situazione si complica ulteriormente, ma alla fine l'amicizia e la determinazione dei ragazzi prevalgono, permettendo loro di tornare sul palco.